# Domagoj Duvnjak
Domagoj Duvnjak (Đakovo, 1. jun 1988) hrvatski je rukometaš koji trenutno igra za THW Kil i reprezentaciju Hrvatske na poziciji srednjeg beka. Postao je član reprezentacije na Olimpijskim igrama 2008. godine u Pekingu, Kina.
U avgustu 2009. potpisao je trogodišnji ugovor sa HSV Hamburgom vredan 1.1 milion evra, čineći ga najskupljim mladim rukometašem. Od leta 2014. Duvnjak nastupa za najtrofejniji nemački klub THW Kil.
U izboru Međunarodne rukometne federacije proglašen je za najboljeg rukometaša sveta u 2013. godini

## Klupski trofeji

### Zagreb
- Prvenstvo Hrvatske (3) : 2006/07, 2007/08, 2008/09.
- Kup Hrvatske (3) : 2006/07, 2007/08, 2008/09.

### HSV Hamburg
- Prvenstvo Nemačke (1) : 2010/11.
- Kup Nemačke (1) : 2009/10.
- Superkup Nemačke (2) : 2009, 2010.
- EHF Liga šampiona (1) : 2012/13.

### THW Кil
- Prvenstvo Nemačke (4) : 2014/15, 2019/20, 2020/21, 2022/23.
- Kup Nemačke (4) : 2016/17, 2018/19, 2021/22, 2024/25.
- Superkup Nemačke (6) : 2014, 2015, 2020, 2021, 2022, 2023.
- EHF kup (1) : 2018/19.
- EHF Liga šampiona (1) : 2019/20.